# Josep Anglada
Josep Anglada Rius (Vic, 21 de junio de 1959) conocido como Josep Anglada, es un político español de ultraderecha.
Fundador del partido de ultraderecha Plataforma per Catalunya (PxC) y presidente durante varios años, en febrero de 2014 fue expulsado como presidente por parte del consejo ejecutivo del partido por deficiencias en la gestión, y en marzo del mismo año fue expulsado como militante. Es el actual líder, además de fundador, de la formación política Som Identitaris (SOMI), por la cual fue concejal en el municipio de Vich desde 2015 a 2019, SOMI se presentó a las elecciones municipales de Vich dentro de la coalición electoral Plataforma Vigatana.

## Pensamiento político
Fundador del partido político de ultraderecha Plataforma per Catalunya (desde mayo de 2003 hasta 2019 fue concejal del Ayuntamiento de Vich y entre 2007 y 2015 consejero comarcal de Osona). Comenzó su actividad política con diecinueve años en la extrema derecha con Fuerza Nueva, con la que organizaba viajes al Valle de los Caídos, en las elecciones al Parlamento Europeo de 1989 fue candidato del partido ultraderechista Frente Nacional, liderado por el antiguo líder franquista Blas Piñar. Abandonó el proyecto de Blas Piñar por propia voluntad. Sería más tarde candidato independiente en la lista del partido de José María Ruiz Mateos y colaboró en una campaña determinada, pero no militó ni fue miembro de Alianza Popular ni del Partido Popular.
En 2002, Canal Nou emitió declaraciones de Anglada en las que manifestó compartir el ideario de los cabezas rapadas, señalando: "Llevo el águila —por el águila del escudo de la España franquista— en el corazón, pero políticamente ahora no me interesa explicarlo".
En Vich mantiene posturas políticas contrarias a los inmigrantes y a los musulmanes. Como muestra de esta actividad son sus declaraciones, tomadas mediante cámara oculta por Canal Nou en 2002:

Cuando yo me enfrento a los medios de comunicación, yo tengo que ser el primer demócrata que hay en este país para ganarme a la gente. Lo que no puedo es salir y gritar: ¡Vamos a matar a todos los moros! ¡No! Esto no. ¿Me entiendes?

También manifiesta que de joven gustaba de llevar armas encima, pero que ahora no las lleva o no dice que las lleva.
En octubre de 2010, en un acto en Madrid donde estuvo presente el secretario general del sindicato Manos Limpias, Miguel Bernad señaló, en relación con la tarea que incumbe a su partido:

Nos va a tocar a los valientes expulsar a los musulmanes de nuestro país. [...] Un moro por el simple hecho de hablar en nuestra lengua podría convertirse en catalán [...] Y yo digo que nada de eso, ¡que un musulmán siempre será un musulmán! [...] Aquí ya no cabe ni un solo inmigrante más, hay que expulsar de una vez por todas a todos los inmigrantes ilegales.

En 2013, a raíz de una denuncia del propio Josep Anglada contra un miembro de la CUP, un juez confirmó que la acusación de racista y fascista es lícita, a la vista que este tipo de comentarios pertenece, según la sentencia, a «hechos propios del debate político en el seno de una sociedad demócrata y plural».

## Denuncias y condenas judiciales

### 2008
En 2008 fue condenado a una multa de 150 € y seis días de localización permanente por propinar un puñetazo a un joven en una discoteca. Los hechos se produjeron después de que Anglada insultara al joven tratándolo de "peludo" y de "escoria". Al responderle el joven, Anglada lo golpeó.

### 2009
En 2009 denunció haber sido agredido por un grupo de jóvenes independentistas en pleno centro de Vich, causándole diferentes heridas en el rostro. Según el periodista vicense Joan Serra, la denuncia habría sido falsa, demostrándose ante el juez que, en realidad, la trifulca la habría comenzado el propio Anglada. Ese mismo año, fue juzgado y condenado a pagar 450 € de multa en el juzgado n.º 5 de Vich por agredir a un menor de edad.

### 2011
En 2011 tuvo un juicio en el que el fiscal le pedía 18 meses de prisión y la acusación particular ejercida por SOS racismo tres años de prisión por distribuir panfletos supuestamente xenófobos en los que se leía lo siguiente:

Vota a los partidos que tienen magrebíes en sus listas; somos más de 3.000 de nosotros que aún no tenemos papeles, aunque gracias a la generosidad de CiU estamos empadronados y nos ayudan dándonos comida y viviendas gratis [...] Nuestro carné de conducir, aunque no es válido en España, bien nos sirvió para conducir camellos por los bonitos desiertos saharauis [...] somos pobres y ni podemos pagar tantos impuestos como vosotros, que sois infieles pero afortunados por la gracia de Alá, el único Dios verdadero.

En noviembre de 2011 fue absuelto por un juzgado penal de Manresa y su absolución recurrida por la acusación particular. En septiembre de 2012 la Audiencia de Barcelona confirma su absolución.

Al entender que dicha propaganda tenía contenido "irónico" y denota "un alto grado de madurez democrática".

En octubre de 2011 es denunciado por su hijo por agresión dentro de una disputa familiar. El hijo, mayor de edad y que continúa viviendo en el domicilio familiar, calificó los hechos como "muy graves". El parte médico señala que Anglada le "propinó una paliza" a su propio hijo, hechos por los cuales el fiscal de la causa pidió una orden de alejamiento y pena de prisión. En sus declaraciones, el hijo de Anglada sostuvo que no era la primera vez que recibía malos tratos de su padre, a quien describe como "agresivo", "violento" y "dado a la bebida", denunciando también que tanto su hermana como su madre habrían sido golpeadas por el político en anteriores ocasiones. La fiscalía, basándose en el informe médico que constata las lesiones, considera probados los hechos denunciados a pesar de que, posteriormente, el hijo de Anglada decidió retirar la denuncia. Fue absuelto por falta de pruebas.
Es condenado a un año de prisión, que no cumplió por carecer de antecedentes penales, y a dos años de retirada de carnet de conducir, al conducir borracho, resistirse a realizar la prueba gritando "soy Anglada de Vic, persigan a los moros" y a dos multas de 1080 € y 2160 €.

### 2013
Durante un debate televisivo, Anglada amenazó al concejal de ERC de Convivència i Seguretat y responsable de la Guàrdia Urbana, espetándole que "Si acude a nuestro local sabe cómo subiría los 25 escalones, pero no cómo los bajaría", en relación con la campaña de denuncia que vienen realizando distintos colectivos por la utilización xenófoba que PxC está realizando de dependencias municipales, en las cuales realiza labor de asesoría discriminado por motivo de origen a quienes pueden acceder a ese servicio.

### 2014
El 8 de febrero de 2014 el Consejo Ejecutivo del partido, reunido a espaldas de su presidente en Hospitalet de Llobregat, decide destituirle de la presidencia del partido por deficiencias de gestión y se nombra a Xavier Simó, nuevo presidente. Anglada y la también concejal de Vic, Marta Riera, son expulsados del partido semanas más tarde, iniciándose diversos procesos judiciales y denuncias cruzadas entre los explulsados y la dirección del partido. 
En febrero de 2014 es denunciado por una compañera de partido y de grupo municipal por injurias y amenazas, por llamarla burra por WhatsApp, resultando condenado a diez días de multa a 5 € por día, en total 50 €.

### 2015
Desde Elecciones municipales de España de 2015 pasa a presidir SOMOS identitarios (SOMI) y Plataforma Vigatana. Sigue siendo concejal de Vic pero en vez de Plataforma Por Cataluña lo es ahora por SOMOS identitarios (SOMI) y Plataforma Vigatana.
Anglada y Marta Riera, continúan como concejales no adscritos en el ayuntamiento de Vic, anunciando la creación de un nuevo partido con el que concurrirán a las municipales de mayo. En febrero son imputados y finalmente absueltos tres miembros de la dirección, por una supuesta tentativa para provocar un accidentes de tráfico a Anglada para que resultada herido o perdiera la vida, con el fin de que no pudiera volver a presentarse a las elecciones.
Con la sigla de Plataforma Vigatana se presentó a las municipales de mayo obteniendo de nuevo en Vich acta de concejal.  PxC, en cambio, se hunde en toda Cataluña, y frente a los 67 concejales que obtuvo en 2011, consigue sólo ocho. Posteriormente Anglada legaliza la nueva sigla Som Identitaris.

### 2016
El Juzgado número 8 de lo Mercantil de Barcelona da la razón a Plataforma per Catalunya y condena a Anglada a pagar las costas tras demandarle el partido por solicitar en fraude los derechos del eslogan "Primer les de casa". Anglada recurre la sentencia pero vuelve a perder, teniendo que abonar un montante total próximo a los 11.000 euros en concepto de costas.

### 2017
El 3 de agosto de 2017 fue condenado a dos años de prisión por el Juzgado Penal 1 de Manresa por amenazas de muerte dirigidas hacia un menor de edad perteneciente a Arran.

### 2018
El 8 de febrero de 2018 la Audiencia de Barcelona condena a Josep Anglada a un año de cárcel por revelación de datos. La sentencia se confirma después de que la Audiencia desestimara el recurso interpuesto por Anglada contra la condena que el juzgado penal número 28 de Barcelona le impuso en julio de 2017.

### 2019
SOMOS identitarios (SOMI), Plataforma Vigatana cuyo máximo líder era Josep Anglada, y el partido DECIDE (Derecho, Ciudadanía y Democracia) con grupo municipal en Vilanova del Camí, en las elecciones al Parlamento Europeo de 2019 no se presentaron y pidieron el voto para ADÑ Identidad Española.
Elecciones municipales de España de 2019 repite como concejal de Vic.

### 2020
En marzo el juzgado de Primera Instancia e Instrucción número 5 de Vic (Barcelona) estima en su totalidad la demanda presentada por el partido político Plataforma per Catalunya (PxC) contra el que fuera su expresidente, Josep Anglada Rius, tras apropiarse de más de 180 000 € procedentes de fondos del partido. La Justicia da la razón a Plataforma per Catalunya y obliga a Josep Anglada a devolver los más de 180 000 € que sustrajo de las cuentas bancarias del partido, así como también a asumir las costas e intereses devengados por dicho montante.

### 2023
Elecciones municipales de España de 2023 repite como concejal de Vic.

## Obras
- Sin mordaza y sin velos. Editorial Rambla (2010). ISBN 978-84-936130-9-9[61]